# Mūsīān
Mūsīān (persiska: موسيان, تِپِ ميسلَن, ميسيَن) är en ort i Iran.   Den ligger i provinsen Ilam, i den västra delen av landet, 500 km sydväst om huvudstaden Teheran. Mūsīān ligger 139 meter över havet och antalet invånare är 2 571.
Terrängen runt Mūsīān är platt.Runt Mūsīān är det glesbefolkat, med 12 invånare per kvadratkilometer. Mūsīān är det största samhället i trakten. Trakten runt Mūsīān är ofruktbar med lite eller ingen växtlighet.